# شولباي
شولباي كان إلهًا لبلاد ما بين النهرين. لا يزال الكثير من المعلومات حول دوره في الديانة الرافدينية غير مؤكدة، على الرغم من الاتفاق على أنه كان إلهًا نجميًا مرتبطًا بكوكب المشتري وأنه قد يكون مرتبطًا بأمراض معينة، وخاصة بينو. كان يعتبر زوج نينهورساج. ومن بين الآلهة الذين اعتبروا أبناءهم أشجي، وبانيجينجارا، وليسين. أقدم النصوص التي تذكره تعود إلى عصر الأسرات المبكرة، عندما كان يعبد في كيش. وقد ورد ذكره أيضًا في وثائق من مدن أخرى، على سبيل المثال نيبور، وآداب، وجيرسو. وقد ذُكر العديد من المعابد المخصصة له في المصادر المعروفة، ولكن مواقعها غير معروفة.

## اسم
أقدم شكل موثق لاسم Šulpae في الكتابة المسمارية هو d Šul-pa-è، والذي عُثر عليه بالفعل في نصوص الأسرات المبكرة من فارا وآداب، على الرغم من أنه تغير تدريجيًا إلى d Šul-pa-è-a، والذي يظهر في بعض، ولكن ليس كل، النسخ البابلية القديمة من ترنيمة معبد كيش، والأرجح أنه أصبح الافتراضي في الألفية الأولى قبل الميلاد، على الرغم من وجود متغيرات أقل شيوعًا أيضًا، على سبيل المثال d Šu-ul-pé. على عكس الافتراضات في الدراسات السابقة، الأسماء لم تعد تُعرف د شول-با-إي-دار-ا ود شول-با-إي-أوتول-ا كمتغيرات لاسمه، وبدلاً من ذلك يُفترض أنها تشير إلى آلهة منفصلة.
بالإضافة إلى الكتابة اللاتينية الشائعة "Šulpae"، يمكن أيضًا العثور على تهجئات أخرى في المنشورات الآشورية، على سبيل المثال Šulpa'e (في Reallexikon der Assyriologie und Vorderasiatischen Archäologie )، Šul-pa-eda و Šul-pa-e.
من المتفق عليه أن اسم Šulpae يمكن ترجمته من السومرية إلى "الشاب المتألق" أو "الشاب الذي يتألق". ومع ذلك، يزعم جيريمي بلاك وأنطوني جرين أنه على الرغم من معنى اسمه، إلا أنه لم يُعتبر إلهًا للشباب.
يظهر الاسم المستعار لوغالودا ( د لوغال -ud-da )، "سيد الشياطين"، والذي وثق لأول مرة في قائمة قرابين أور الثالثة من بوزريش-داجان، كاسم بديل لسولباي في قائمة الآلهة أن = أنوم وفي سلفه البابلي القديم.

## شخصية
شخصية Šulpae غير معروفة بشكل جيد. لا تحتوي المصادر الأقدم على معلومات لاهوتية حول مكانته في البانثيون وأدواره الفردية. المصادر الرئيسية للمعلومات للباحثين هي ترنيمة مخصصة له، والتي أُلفت في العصر البابلي القديم. بالإضافة إلى تفصيل وظائفه الأساسية كإله نجمي وحامل للأمراض، فإنه يصفه وهو يؤدي أدوارًا غير معروفة، بما في ذلك أدوار المحارب الإلهي وإله البساتين والحيوانات البرية.
باعتبارها إلهة نجمية، ارتبطت Šulpae بكوكب المشتري، وخاصة مع صعوده الشمسي. في علم الفلك في بلاد ما بين النهرين، كان اسمه هو التسمية الأكثر شيوعًا لهذا الكوكب، على الرغم من أنه كان مرتبطًا أيضًا بمردوخ. وتوجد بالفعل قائمة مجزأة واحدة من العصر البابلي القديم تضع Šulpae بجوار الإله d UD. ال. يعتبر TAR أيضًا بمثابة تمثيل إلهي لكوكب المشتري، والذي قد يكون مرتبطًا بشخصيته النجمية. يذكر تعليق كتبه نابو موشيسي أن "نجم مردوخ عند ظهوره هو شولباي؛ وعندما يرتفع لمدة ساعتين، فهو ساجميغار؛ وعندما يقف في منتصف السماء، فهو نيبيرو". هناك إشارة أخرى إلى هذا الدور معروفة في ملحمة إيرا، حيث يريد الإله الذي يحمل نفس الاسم أثناء هيجانه "إطفاء بريق شولباي وانتزاع النجوم من السماء".
في دوره كعامل مسبب للمرض، كان Šulpae مرتبطًا بشكل شائع بـ bennu ، ربما "مرض تنكسي غير محدد يصيب المخ أو النخاع الشوكي". من المحتمل أن الإشارة إليه باعتباره "شيطان نامتار متجول" تتعلق بهذه الوظيفة. يزعم مارتن ستول أنه من الممكن أن يكون ولادة شخص مصاب بمرض مرتبط به نتيجة لتلقيح الأم من خلال تأثير الكوكب الذي يمثله.
في قصيدة موت جلجامش،أُدرج شولباي جنبًا إلى جنب مع آلهة العالم السفلي، مثل إريشكيجال، ونينجيشزيدا، وديميكو وأسلاف إنليل، ولكن وفقًا لدينا كاتز، فهو لم ينتمي إلى هذه الفئة من الآلهة بنفسه. وتشير إلى أن نينهورساج، الذي كان يفتقر أيضًا إلى مثل هذه الخصائص، موجود في نفس المقطع، وتزعم أن إدراجهم ربما كان نتيجة الاعتماد على تركيبة مختلفة، حيث يظهرون أيضًا جنبًا إلى جنب مع أسلاف إنليل في سياق مختلف.

## الارتباطات مع الآلهة الأخرى
كان شولباي زوج نينهورساج، ويمكن وصفه بأنه "زوجها الحبيب". وقد أُثبِت هذا الارتباط في المصادر المتعلقة بكيش، مثل ترنيمة معبد كيش. ومن المعروف أيضًا أن هذا التقليد كان متبعًا في نيبور. في قائمة آلهة نيبور، تتبع شولباي نينهورساج وثماني آلهة أخرى ذات شخصية مماثلة: نين-دينجير-ري-إي-ني ، نينماه، نينتور، نينمينا، أرورو، دينجيرماك، ماما (لا ينبغي الخلط بينها وبين ماميتوم ) وبيليت-إيلي، على الرغم من أنه لا يزال هناك خلاف حول ما إذا كان قد فُهمت في هذا الوقت على أنهم أسماء مختلفة لنفس الإلهة، أو كأفراد وإن كانوا آلهة متزامنة. تفترض دينا كاتز أن الرأي القائل بأنه كان زوج نينهورساج نشأ في أدب باعتباره تقليدًا محليًا. ومع ذلك، يشير ماركوس سوتش-جوتييريز إلى أن شولباي مذكورة بشكل ضئيل في المصادر من هذه المدينة من الألفية الثالثة قبل الميلاد، ويقترح أن أشجي كان في البداية زوج نينهورساج هناك، ولكن فينُظر إليه لاحقًا على أنه ابنها بدلاً من ذلك، كما هو موثق في قائمة الآلهة أن = أنوم. يؤكد جيريمي بلاك وأنطوني جرين أن التقليد الذي ينص على أن شولباي كانت زوجة نينهورساج يتناقض مع ارتباطها بإينكي في الأساطير. ومع ذلك، وفقا لما ذكره Manfred Krebernik [الإنجليزية]، كان منتشرًا على نطاق واسع، بينما يظهر إنكي فقط كزوج نينهورساج في أسطورة إنكي ونينهورساج، حيث يُتعامل معها على أنها مطابقة لدامجالنونا، زوجته المعتادة.
بالإضافة إلى أشجي المذكورة أعلاه، فإن الآلهة التي تعتبر أبناء Šulpae و Ninhursag تشمل Lisin و Panigingarra و Lillu، والتي ربما تكون متطابقة مع أول هؤلاء الأربعة.
وُصف Šulpae أيضًا بأنه صهر إنليل، وفي الترنيمة المخصصة له، يُطلق عليه أيضًا "سيد مائدة المأدبة"، على الرغم من عدم إثبات هذا الوصف في أي مكان آخر.

## يعبد
لا يُعرف الكثير عن الجوانب الفردية لعبادة Šulpae، حيث أن النصوص الدينية التي تذكره غالبًا ما تقدم قوائم. يظهر في قائمتين من آلهة الأسرة المبكرة من فارا، مما يعني أنه كان يتلقى بالفعل قرابين من الأسماك في هذه الفترة، لكنه غائب عن النصوص المعاصرة من أبو صلابيخ وإيبلا. على الأرجح، بحلول منتصف الألفية الثالثة قبل الميلاد أصبح عضوًا بارزًا في مجمع الآلهة المحلي في كيش. وهو موجود أيضًا في عدد من الأسماء الإلهية من أدب من الفترة بين عصر الأسرات المبكرة وأور الثالثة ، مثل أور-سولباي.
في مجموعة النصوص التي تعود إلى عصر الأسرة المبكرة من ولاية لكش، تظهر كلمة شولباي فقط في اسم ثيوفوري واحد، وهو أور شولباي. وفي وقت لاحق، في فترة أور الثالثة، تلقى عروضًا في جيرسو. قد تشير قائمة الحصص الغذائية إلى أنه كان يشترك في معبد في هذه المدينة مع نينازو. وفي نيبور كان يُعبد في معبد نينهورساج، كما هو موثق بالفعل في مصادر أور الثالثة، وفي وقت لاحق، في العصر البابلي القديم، في حرم نينورتا إيشوميسا أيضًا. ومن المدن الأخرى التي شهد بوجوده فيها في هذا الوقت لارسا وأور. يذكره أيضًا نقشان ختميان من سيبار وننهورساج كزوج. وفقًا لران زادوك، يظهر أيضًا في الأسماء الثيوفورية من سوسة. ومع ذلك، يزعم بول ديل نيرو أن طائفته لم تكن منتشرة على نطاق واسع في العصر البابلي القديم.
في الفترة الكيشية، أُثبِت وجود Šulpae في النقوش على حجر الكودورو من نازي-ماروتاش. كما أُستدعي باسمين ثيوفوريين حُددا في وثائق من نيبور. تتضمن قائمة المعابد الكنسية، والتي أُلفت على الأرجح في أواخر فترة الكاشيين، ما مجموعه عشرة معابد مخصصة له، على الرغم من عدم الحفاظ على أسمائها الاحتفالية ومواقعها الخاصة. تظهر الأسماء Eizzišutagga، "بيت الجدران المزخرفة"، وEḫursagga، "معبد الجبال"، في وثيقة مماثلة أخرى، على الرغم من عدم تحديد موقع أي منهما. يذكر أحد المراثي إيتيلارا، "البيت الذي يضرب السهوب". هناك معبد آخر غير مؤكد جزئيًا اسمه، إشنام-أود، ولا يُعرف أيضًا إلا من نص ينتمي إلى هذا النوع، على الرغم من أنه وفقًا لأندرو ر. جورج، قد يكون موجودًا أيضًا في قسم محفوظ بشكل سيئ من قائمة المعابد الكنسية.
وثق وجود شولباي في مصادر من العصر السلوقي من أوروك أيضًا، على الرغم من أنه لا يظهر في أي أسماء ثيوفورية أو نصوص قانونية، ولا يوجد ما يشير إلى أنه كان يُعبد بالفعل هناك في الفترة البابلية الجديدة السابقة. تفترض جوليا كرول أن تعريفه بالبانثيون المحلي كان مرتبطًا بدوره النجمي، حيث يمكن ملاحظة ارتفاع عام في الاهتمام بالآلهة النجمية محليًا في المصادر المتأخرة.

### فهرس
- Asher-Greve، Julia M.؛ Westenholz، Joan G. (2013). Goddesses in Context: On Divine Powers, Roles, Relationships and Gender in Mesopotamian Textual and Visual Sources (PDF). Academic Press Fribourg. ISBN:978-3-7278-1738-0. مؤرشف من الأصل (PDF) في 2024-12-18.
- Bartelmus، Alexa (2017). "Die Götter der Kassitenzeit. Eine Analyse ihres Vorkommens in zeitgenössischen Textquellen". Karduniaš. Babylonia under the Kassites. De Gruyter. ص. 245–312. DOI:10.1515/9781501503566-011. ISBN:9781501503566.
- Black، Jeremy A. (2006). The Literature of Ancient Sumer. Oxford University Press. ISBN:978-0-19-929633-0. مؤرشف من الأصل في 2024-10-10. اطلع عليه بتاريخ 2022-10-02.
- Black، Jeremy؛ Green، Anthony (1992). Gods, Demons and Symbols of Ancient Mesopotamia: An Illustrated Dictionary. Austin, Texas: University of Texas Press. ISBN:0714117056.
- Cooley، Jeffrey L. (2008). ""I Want to Dim the Brilliance of Šulpae!" Mesopotamian Celestial Divination and the Poem of "Erra and Išum"". Iraq. British Institute for the Study of Iraq, Cambridge University Press. ج. 70: 179–188. DOI:10.1017/S0021088900000930. ISSN:0021-0889. JSTOR:25608665. S2CID:192184827. مؤرشف من الأصل في 2023-03-22. اطلع عليه بتاريخ 2022-10-02.
- Delnero، Paul (2013)، "Šulpaʾe"، Reallexikon der Assyriologie، اطلع عليه بتاريخ 2022-10-02
- George، Andrew R. (1993). House most high: the temples of ancient Mesopotamia. Winona Lake: Eisenbrauns. ISBN:0-931464-80-3. OCLC:27813103.
- Katz، Dina (2003). The Image of the Netherworld in the Sumerian Sources. Bethesda, MD: CDL Press. ISBN:1-883053-77-3. OCLC:51770219.
- Krebernik, Manfred (2005), "Pa(p)-niĝara", Reallexikon der Assyriologie (بالألمانية), Retrieved 2022-10-02
- Krebernik, Manfred (1997), "Muttergöttin A. I. In Mesopotamien", Reallexikon der Assyriologie (بالألمانية), Retrieved 2022-10-02
- Krul، Julia (2018). The Revival of the Anu Cult and the Nocturnal Fire Ceremony at Late Babylonian Uruk. Brill. DOI:10.1163/9789004364943_004. ISBN:9789004364936. مؤرشف من الأصل في 2024-12-26.
- Lambert، Wilfred G. (1987)، "Lugal-udda"، Reallexikon der Assyriologie، اطلع عليه بتاريخ 2022-10-02
- Lambert، Wilfred G. (2013). Babylonian creation myths. Winona Lake, Indiana: Eisenbrauns. ISBN:978-1-57506-861-9. OCLC:861537250.
- Selz, Gebhard J. (1995). Untersuchungen zur Götterwelt des altsumerischen Stadtstaates von Lagaš (بالألمانية). Philadelphia: University of Pennsylvania Museum. ISBN:978-0-924171-00-0. OCLC:33334960. Archived from the original on 2024-10-09.
- Stol، Marten (2000). Birth in Babylonia and the Bible: Its Mediterranean Setting. Cuneiform Monographs. Brill Styx. ISBN:978-90-72371-89-8. مؤرشف من الأصل في 2023-03-07. اطلع عليه بتاريخ 2022-10-02.
- Such-Gutiérrez, Marcos (2005). "Untersuchungen zum Pantheon von Adab im 3. Jt". Archiv für Orientforschung (بالألمانية). Archiv für Orientforschung (AfO)/Institut für Orientalistik. 51: 1–44. ISSN:0066-6440. JSTOR:41670228. Archived from the original on 2024-10-10. Retrieved 2022-10-02.
- Wee، John Z. (2016). "A Late Babylonian Astral Commentary on Marduk's Address to the Demons". Journal of Near Eastern Studies. University of Chicago Press. ج. 75 ع. 1: 127–167. DOI:10.1086/684845. ISSN:0022-2968. S2CID:163333166. مؤرشف من الأصل في 2023-12-12.
- Zadok، Ran (2018). "The Peoples of Elam". The Elamite world. Abingdon, Oxon. ISBN:978-1-315-65803-2. OCLC:1022561448.{{استشهاد بكتاب}}:  صيانة الاستشهاد: مكان بدون ناشر (link)